# 達人 tatsuto
達人 tatsuto（たつと、本名：大町 達人 、1962年7月28日 - ）は、鹿児島県鹿屋市出身のシンガーソングライター。

## 概要
作曲を独学で学ぶ。大学卒業後、演劇・ミュージカルの作曲家として活動を開始。ミクル・ミュージカルカンパニー、市民ミュージカルCRMS、宝塚歌劇団等の作品を手掛ける。2006年2月、デビューシングル「願い」をリリース。現在、シンガーソングライターとして活動中。
| スタブアイコン | サブスタブ | この項目は、まだ閲覧者の調べものの参照としては役立たない、音楽関係者（バンド等）に関連した書きかけの項目です。この項目を加筆・訂正などしてくださる協力者を求めています（P:音楽/PJ:芸能人）。 |